# Autoritratto a tredici anni
L'Autoritratto a tredici anni è un disegno a punta d'argento su carta (27,5x19,6 cm) di Albrecht Dürer, datato 1484 e conservato all'Albertina di Vienna. Si tratta della prima opera nota dell'artista, nonché di uno dei primi autoritratti dell'arte europea - se non addirittura il primo in assoluto - che si presenti come opera a sé stante.

## Storia
Dürer stesso ritoccò l'opera aggiungendo orgogliosamente la scritta "Questo l'ho fatto io ritraendo le mie sembianze davanti allo specchio, nel 1484, quando ero ancora un bambino". A quell'epoca infatti l'artista era a bottega dal padre a Norimberga e iniziava a mostrare il suo precoce talento nel disegno.

## Descrizione e stile
Il ragazzo si ritrasse a mezza figura di tre quarti, girato verso destra, con lo sguardo rivolto in quella direzione, dove punta anche il dito della mano destra. Eseguito con la difficile tecnica della punta d'argento, che non permetteva ripensamenti, il ritratto non è certo privo di errori. Il dito troppo lungo con cui l'artista indica la propria immagine riflessa, o la mano nascosta che regge lo stilo, come pure gli occhi, che non hanno uno sguardo reale, provano la goffaggine del principiante. 
L'opera presenta analogie formali con i primi disegni noti dell'artista, come il Ritratto del padre con statuetta di alfiere in mano, su schemi dell'arte fiamminga suggeriti probabilmente dal padre o dal maestro Michael Wolgemut, pittore norimberghese che nel 1487 prese Dürer come apprendista.